# Malephora ochracea
Malephora ochracea är en isörtsväxtart som först beskrevs av Alwin Berger, och fick sitt nu gällande namn av Franz Xaver von Hartmann. Malephora ochracea ingår i släktet Malephora och familjen isörtsväxter. Inga underarter finns listade i Catalogue of Life.